# Александар Сексан
Александар Сексан (рођен 24. августа 1968) је босанскохерцеговачки глумац.

## Биографија
У родном Сарајеву завршио је основну и средњу школу, а након тога вишу комерцијалну школу на Економском факултету у Сарајеву. У току рата, 1994. године, уписао је Академију сценских уметности у Сарајеву као најстарији студент у класи. Дипломирао је 1998. године.
Био је у браку са Ведраном Сексан, такође глумицом. Развели су се 2018. године.

## Филмографија
- „Криза” (2013—2014)
- „Луд, збуњен, нормалан” (2010—2015)
- „Тешко је бити фин” (2007)
- „Небо изнад крајолика” (2006)
- „Нафака” (2006)
- „Добро уштимани мртваци” (2005)
- „Љето у златној долини” (2003)
- „Гори ватра” (2003)
- „Ремаке” (2003)
- „Тунел” (2000)
- „Савршени круг” (1997)